# The Top of New York (film 1913)
The Top of New York è un cortometraggio muto del 1913. Il nome del regista non viene riportato. Protagonisti del film sono James Cruze e Marguerite Snow che quell'anno divennero marito e moglie.

## Produzione
Il film fu prodotto dalla Thanhouser Film Corporation.

## Distribuzione
Distribuito dalla Mutual Film, uscì nelle sale cinematografiche USA il 25 luglio 1913.